# Lengquan Zhen
Lengquan Zhen (kinesiska: 冷泉, 冷泉镇) är en köping i Kina. Den ligger i provinsen Yunnan, i den sydvästra delen av landet, omkring 220 kilometer söder om provinshuvudstaden Kunming. Antalet invånare är 20 556. Befolkningen består av 9 765 kvinnor och 10 791 män. Barn under 15 år utgör 23,0 %, vuxna 15-64 år 70 %, och äldre över 65 år 6,0 %.
Genomsnittlig årsnederbörd är 1 375 millimeter. Den regnigaste månaden är juli, med i genomsnitt 278 mm nederbörd, och den torraste är februari, med 22 mm nederbörd.